# Lomikámen (Micranthes)

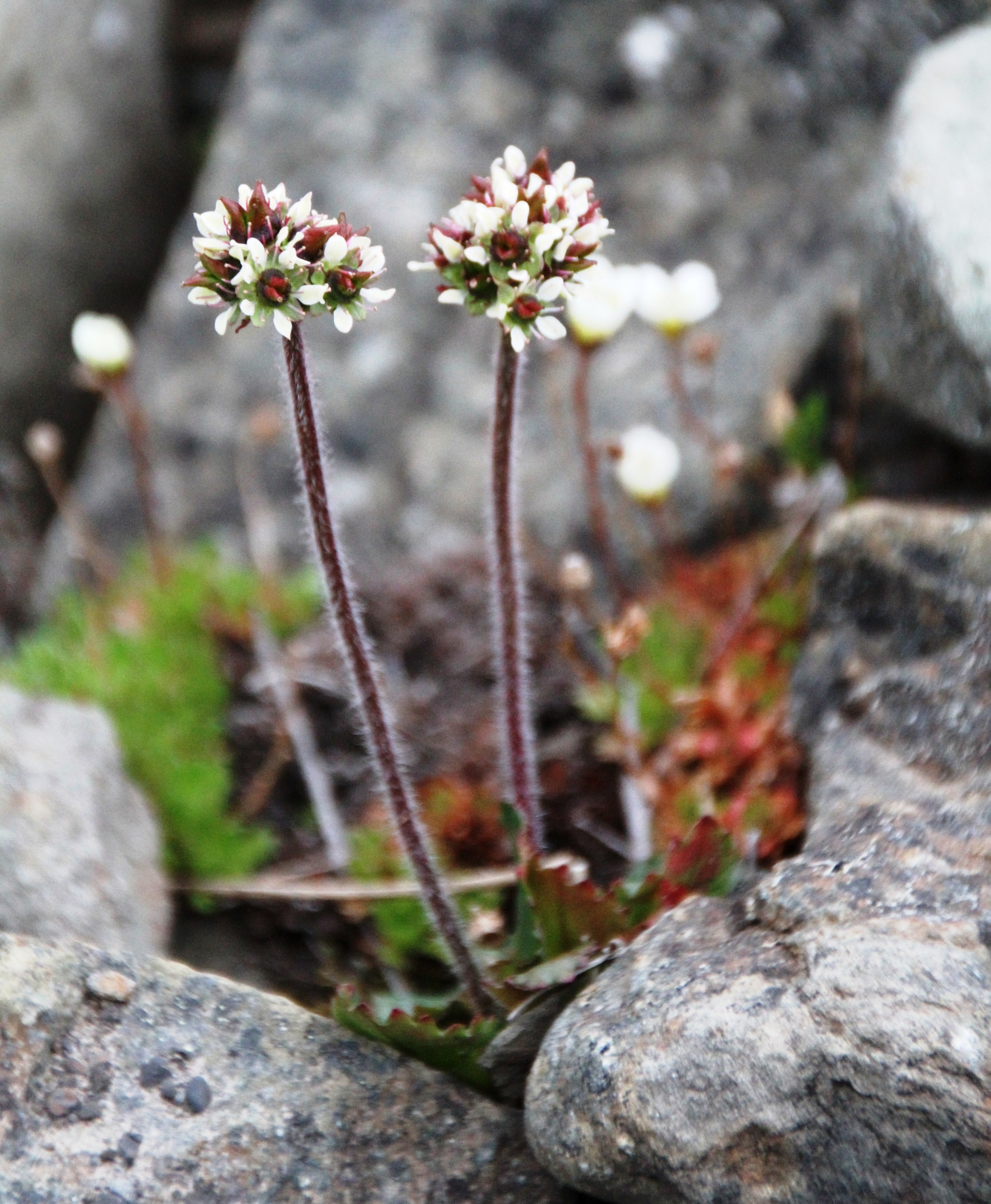
Lomikámen sněžný (Micranthes nivalis)

Micranthes je rod rostlin z čeledi lomikamenovité. Rod byl oddělen na základě fylogenetických výzkumů od rodu Saxifraga, pro zástupce obou rodů je nadále používán český název lomikámen. Jsou to vytrvalé byliny s přízemní růžicí listů a bezlistou, vzpřímenou lodyhou. Květy jsou pravidelné a pětičetné, plodem je tobolka.
Rod zahrnuje 83 druhů a je rozšířen v severských a horských oblastech severní polokoule. V Evropě roste 7 druhů, soustředěných zejména ve Skandinávii a severním Rusku. V České republice není rod zastoupen. V Alpách a Karpatech se vyskytuje lomikámen hvězdovitý a lomikámen jestřábníkolistý, v Pyrenejích lomikámen Clusiův.
Některé druhy jsou využívány v lokální medicíně nebo jako zdroj vitamínu C. Na rozdíl od lomikamenů rodu Saxifraga se téměř nepěstují ani jako skalničky ani jako okrasné rostliny.

## Popis
Lomikameny rodu Micranthes jsou vytrvalé byliny, dorůstající výšky 2 až 125 cm. Listy jsou jednoduché, řapíkaté nebo přisedlé, celistvé nebo laločnaté, celokrajné nebo na okraji zubaté, lysé nebo žláznatě chlupaté, bez palistů, uspořádané v přízemní růžici. Severoamerický druh Micranthes tolmiei má listy nahloučené na bázi lodyhy. Rostliny v pletivech listů obsahují krystaly šťavelanu vápenatého. Na listech nejsou přítomny hydatody vylučující vápenaté soli. Lodyha je víceméně vzpřímená, bezlistá, v květenství jsou u některých druhů přítomny listeny.
Květy jsou oboupohlavné, většinou pravidelné (u několika druhů lehce dvoustranně souměrné), s češulí, jednotlivé nebo častěji uspořádané ve vrcholících či thyrsech vyrůstajících z vrcholu listové růžice. U některých druhů se v květenství tvoří rozmnožovací pacibulky. Kalich je miskovitý až kuželovitý, s 5 laloky. Koruna je bílá, smetanová nebo zelenavá, řidčeji žlutá, růžová či purpurová, pětičetná, u některých druhů redukovaná. Tyčinek je 10 a jsou přirostlé při vrcholu češule. Gyneceum je téměř svrchní až polospodní, tvořené 2 nebo výjimečně 3 plodolisty, srostlými na bázi nebo téměř po celé délce, až nad semeníkovou část. Čnělky jsou volné. Plodem je měchýřkovitá tobolka, pukající přinejmenším do poloviny délky a obsahující mnoho drobných semen. Semena jsou hnědá, podlouhlá, elipsoidní nebo obvejcovitá, na povrchu podélně žebernatá.

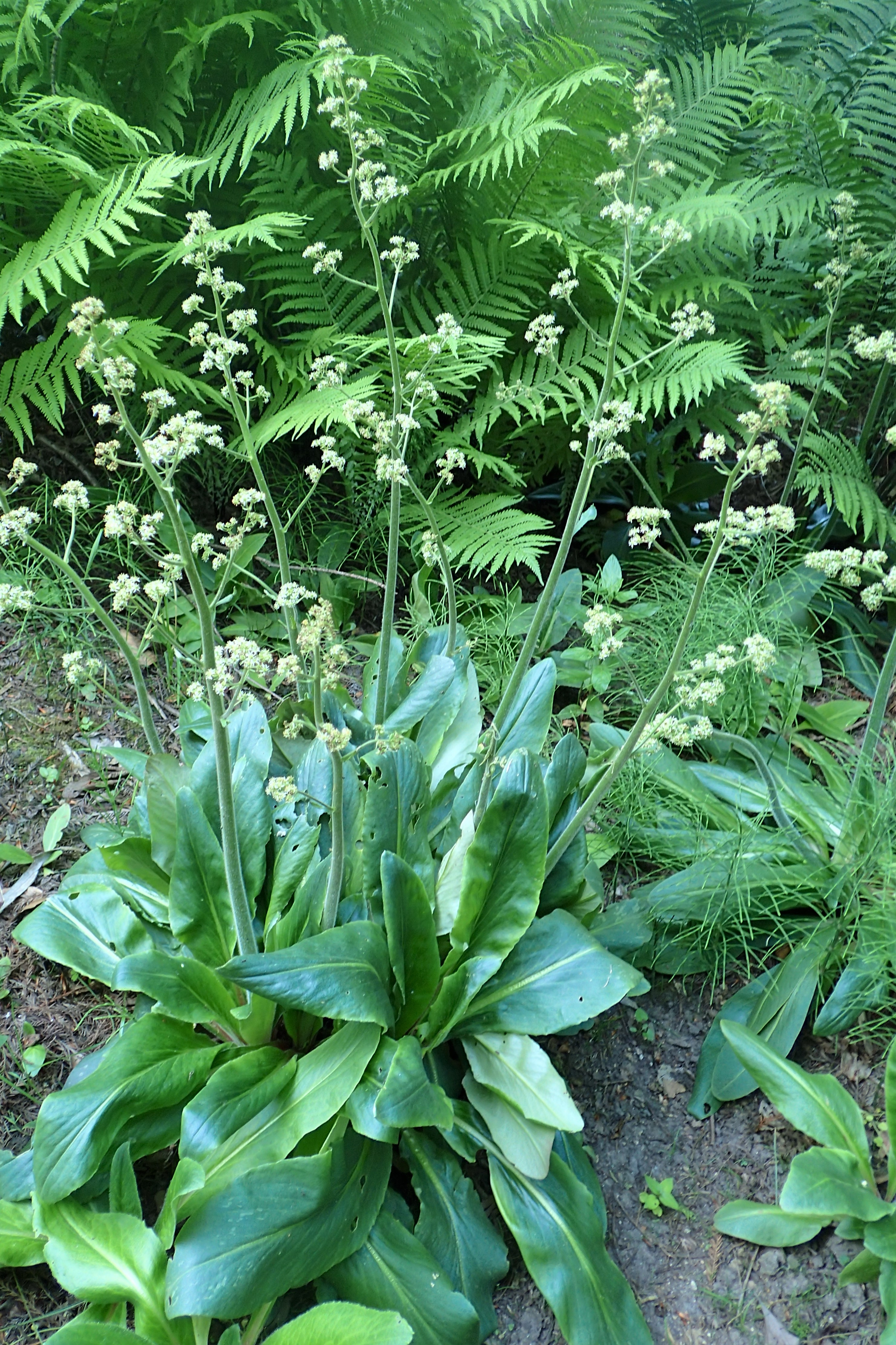
Robustní druh lomikámen pensylvánský (Micranthes pensylvanica)
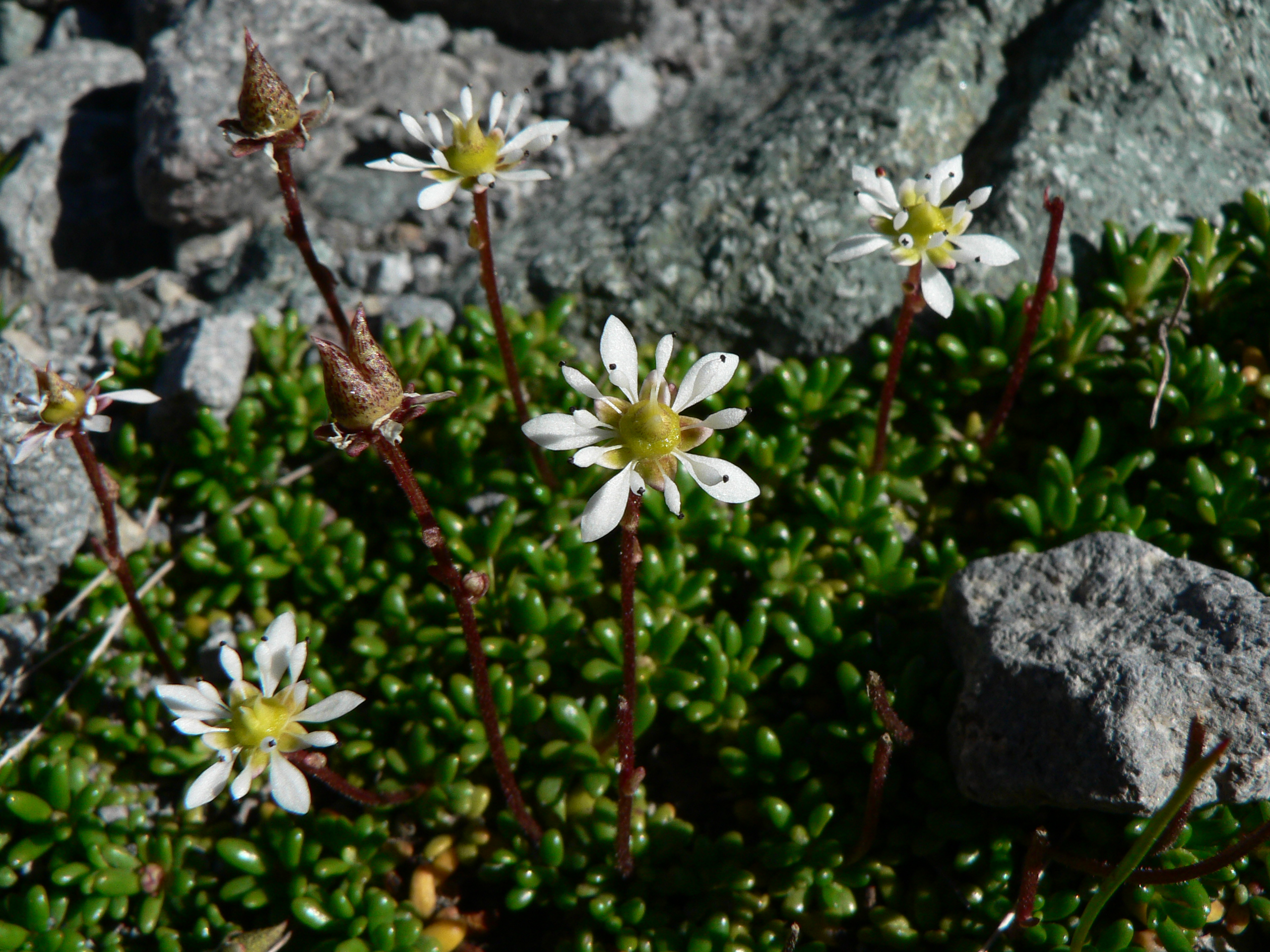
Micranthes tolmiei
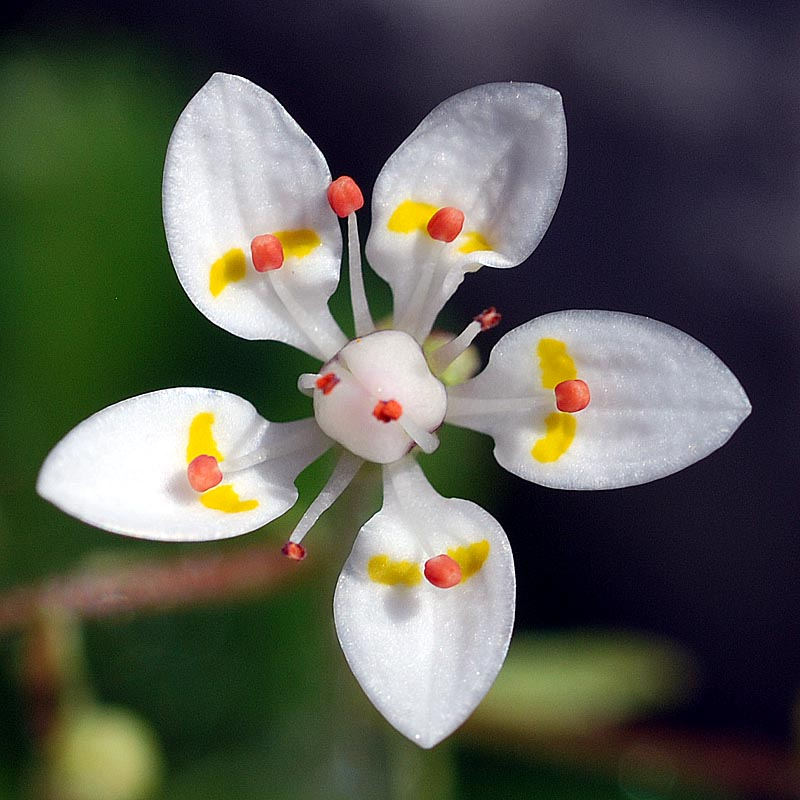
Detail květu lomikamene hvězdovitého (Micranthes stellaris)
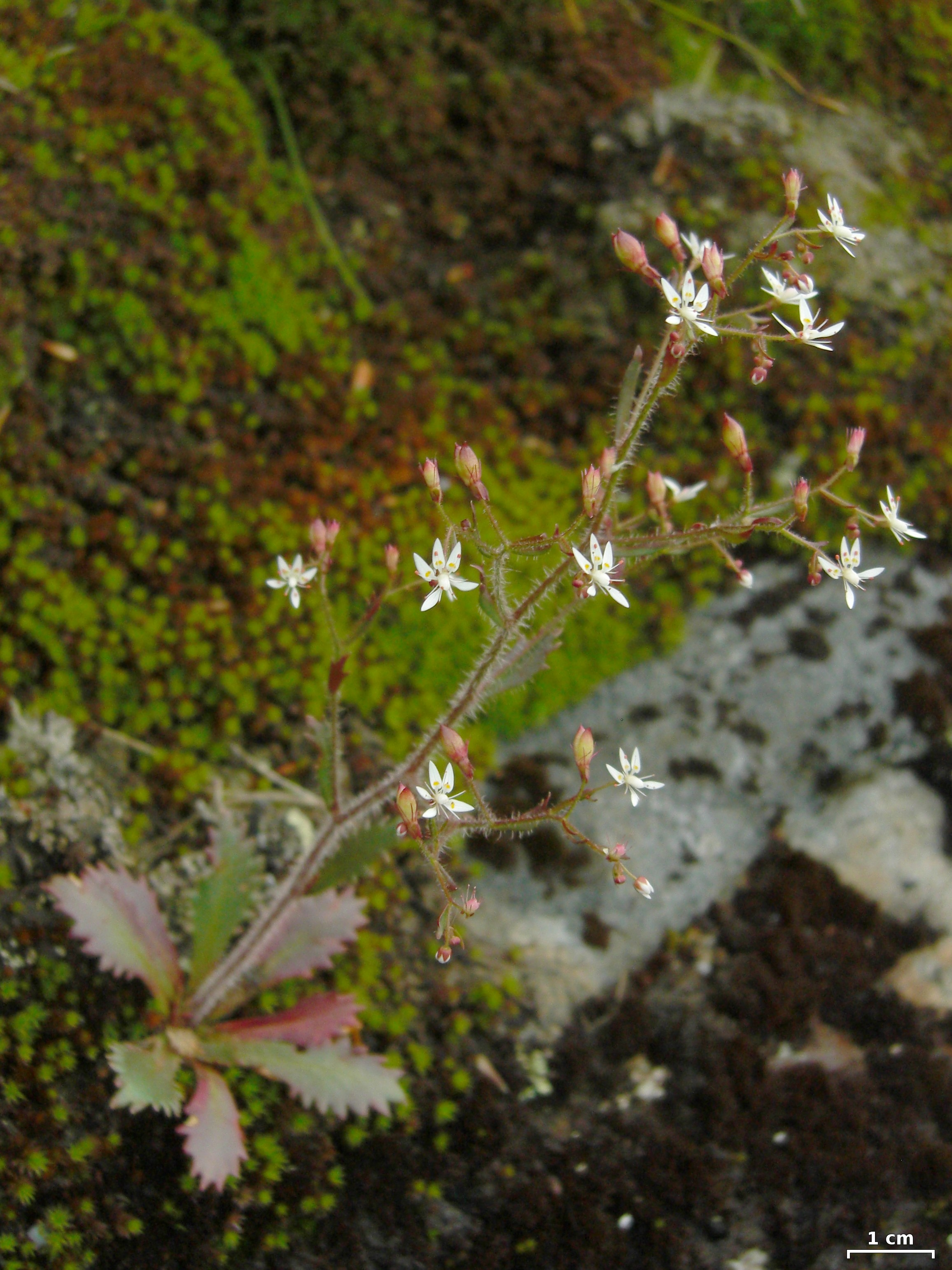
Micranthes petiolaris

## Rozšíření

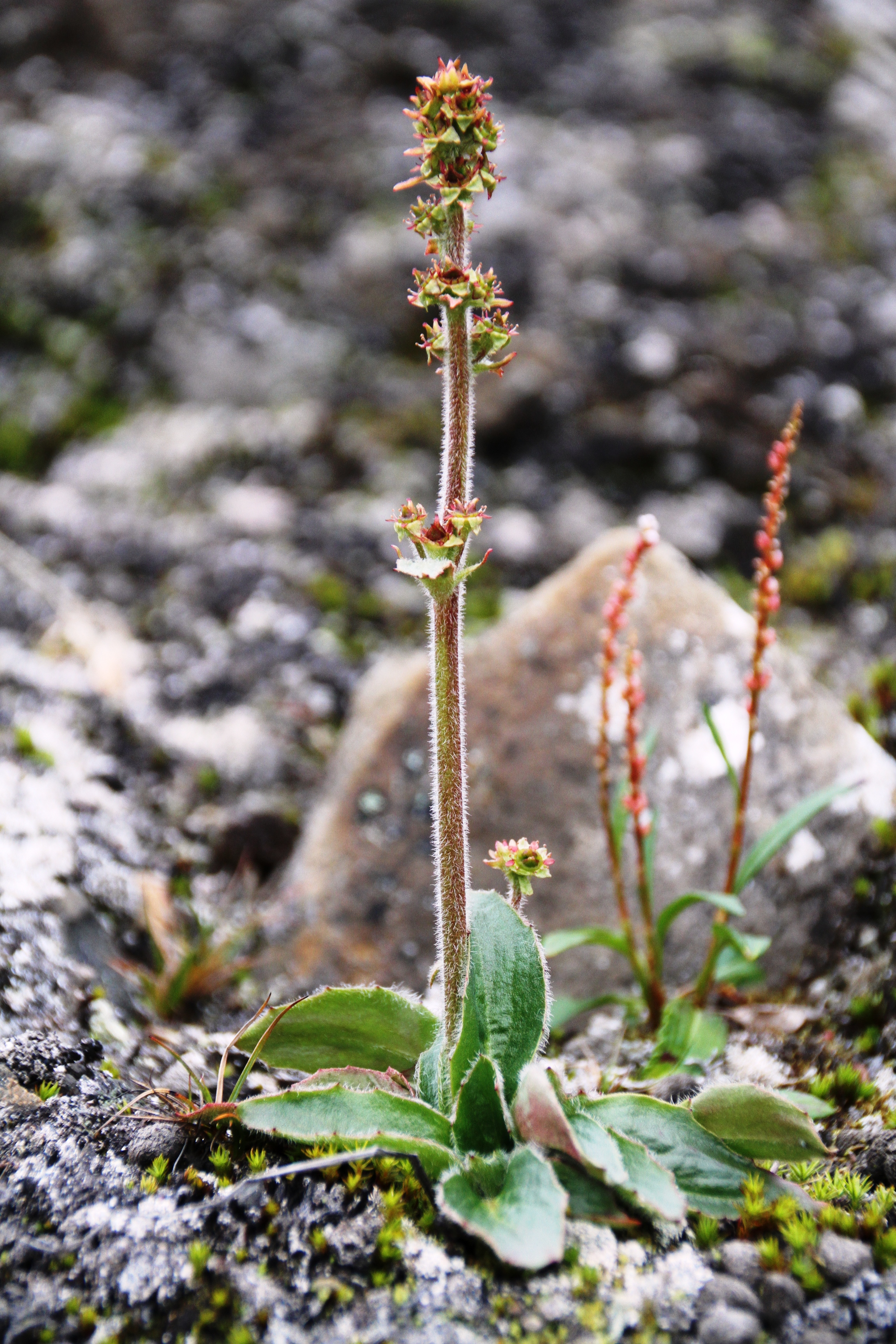
Lomikámen jestřábníkolistý (Micranthes hieraciifolia)

Rod Micranthes zahrnuje asi 83 druhů. Je primárně rozšířen v chladných mírných až arktických oblastech severní polokoule. V jižnějších oblastech je vázaný na horské alpínské a subalpínské polohy. V Evropě roste celkem 7 druhů. Většina z nich má rozsáhlý obtočnový areál, zahrnující chladné oblasti severní Eurasie i Severní Ameriky. Centrum druhové diverzity v rámci Evropy je ve Skandinávii a severním Rusku. V České republice se žádný druh nevyskytuje. Reliktní a zcela izolovaná lokalita lomikamene sněžného se nachází v Malé Sněžné jámě na polské straně Krkonoš, na českou stranu však nezasahuje. V Alpách a Karpatech roste lomikámen jestřábníkolistý a lomikámen hvězdovitý, první ze jmenovaných druhů se vyskytuje i ve slovenských Tatrách. Lomikámen Clusiův je endemitem Pyrenejí a některých dalších pohoří jihozápadní Evropy. Na Britských ostrovech roste lomikámen hvězdovitý a severský lomikámen sněžný.
V Asii sahá areál rodu na východ po Japonsko a na jih po Himálaj a Myanmar. Chybí v jihozápadní Asii a ve Střední Asii s výjimkou Kazachstánu. V Africe není rod zastoupen.
V Severní Americe sahá areál rodu od arktických oblastí až po severní Mexiko. Chybí na Floridě a v některých státech středoseveru USA.

## Taxonomie
Rod Micranthes byl popsán již v roce 1812 A. H. Haworthem a později byl sloučen s rodem Saxifraga. Výsledky fylogenetických studií následně ukázaly, že rod Saxifraga v klasickém pojetí je parafyletický, neboť je složen ze dvou vývojových větví, které nejsou bezprostředně příbuzné. Proto byla celá sekce Micranthes oddělena do samostatného rodu. Pro jeho zástupce jsou charakteristické listy soustředěné v přízemní růžici a bezlistá lodyha, někdy jsou však v květenství přítomny listeny. Semena jsou na povrchu žlábkovaná a v pletivech listů jsou krystaly šťavelanu vápenatého. Odlišnosti jsou i v povrchové skulptuře pylových zrn.

## Zástupci
- lomikámen Clusiův (Micranthes clusii)
- lomikámen hvězdovitý (Micranthes stellaris)
- lomikámen jestřábníkolistý (Micranthes hieraciifolia)
- lomikámen pensylvánský (Micranthes pensylvanica)
- lomikámen sněžný (Micranthes nivalis)[4]

## Význam
Lomikameny rodu Micranthes nejsou na rozdíl od rodu Saxifraga běžně pěstovány jako skalničky ani jako okrasné rostliny.
Některé druhy jsou využívány v lokální medicíně. Lomikámen pensylvánský slouží v bylinném léčení jako analgetikum, diuretikum a k čištění krve. Používá se na vředy, edémy, bolesti svalů a boláky. Odvar z listů a kořenů Micranthes ferruginea je používán při potížích s močovým ústrojím.
Listy Micranthes nelsoniana a M. spicata jsou v severských oblastech dobrým zdrojem vitamínu C.